# Paramos-Valles
Die Comarca Paramos-Valles ist eine der vier Comarcas in der Provinz Palencia der autonomen Gemeinschaft Kastilien und León.
Sie umfasst 49 Gemeinden auf einer Fläche von 1.848,79 km² mit dem Hauptort Saldaña.

## Gemeinden
| Gemeinde                       | Einwohner (2024) | Fläche km² | Dichte Einw./km² | Cod INE | Postleitzahl |
| ------------------------------ | ---------------- | ---------- | ---------------- | ------- | ------------ |
| Alar del Rey                   | 912              | 57,91      | 16               | 34005   | 34480        |
| Ayuela                         | 53               | 19,75      | 3                | 34020   | 34473        |
| Báscones de Ojeda              | 134              | 18,56      | 7                | 34028   | 34406        |
| Buenavista de Valdavia         | 296              | 81,64      | 4                | 34037   | 34470        |
| Bustillo de la Vega            | 269              | 18,99      | 14               | 34038   | 34116        |
| Bustillo del Páramo de Carrión | 55               | 31,20      | 2                | 34039   | 34129        |
| Calahorra de Boedo             | 83               | 17,99      | 5                | 34041   | 34407        |
| Collazos de Boedo              | 99               | 21,00      | 5                | 34061   | 34407        |
| Congosto de Valdavia           | 140              | 68,92      | 2                | 34062   | 34882        |
| Dehesa de Romanos              | 46               | 20,95      | 2                | 34068   | 34406        |
| Fresno del Río                 | 171              | 44,02      | 4                | 34073   | 34889        |
| Herrera de Pisuerga            | 1.898            | 99,08      | 19               | 34083   | 34400        |
| Lagartos                       | 117              | 43,53      | 3                | 34091   | 34347        |
| Ledigos                        | 62               | 28,30      | 2                | 34094   | 34347        |
| Loma de Ucieza                 | 193              | 71,23      | 3                | 34903   | 34127        |
| Mantinos                       | 145              | 25,53      | 6                | 34100   | 34889        |
| Micieces de Ojeda              | 71               | 20,73      | 3                | 34107   | 34485        |
| Olea de Boedo                  | 39               | 8,14       | 5                | 34113   | 34407        |
| Olmos de Ojeda                 | 170              | 103,60     | 2                | 34114   | 34488        |
| Páramo de Boedo                | 104              | 22,76      | 5                | 34122   | 34407        |
| Payo de Ojeda                  | 57               | 19,28      | 3                | 34124   | 34485        |
| Pedrosa de la Vega             | 280              | 21,06      | 13               | 34126   | 34116        |
| Pino del Río                   | 163              | 51,99      | 3                | 34129   | 34110        |
| Poza de la Vega                | 166              | 24,29      | 7                | 34136   | 34111        |
| Prádanos de Ojeda              | 181              | 21,32      | 8                | 34139   | 34486        |
| La Puebla de Valdavia          | 81               | 29,50      | 3                | 34140   | 34470        |
| Quintanilla de Onsoña          | 180              | 51,06      | 4                | 34143   | 34114        |
| Renedo de la Vega              | 192              | 22,25      | 9                | 34147   | 34126        |
| Revilla de Collazos            | 75               | 20,56      | 4                | 34154   | 34407        |
| Saldaña                        | 2.869            | 131,95     | 22               | 34157   | 34100        |
| San Cristóbal de Boedo         | 20               | 10,78      | 2                | 34161   | 34491        |
| Santa Cruz de Boedo            | 52               | 25,51      | 2                | 34168   | 34491        |
| Santervás de la Vega           | 400              | 70,68      | 6                | 34169   | 34112        |
| Santibáñez de Ecla             | 42               | 25,53      | 2                | 34170   | 34486        |
| La Serna                       | 93               | 12,30      | 8                | 34175   | 34128        |
| Sotobañado y Priorato          | 158              | 25,26      | 6                | 34176   | 34407        |
| Tabanera de Valdavia           | 22               | 21,53      | 1                | 34179   | 34473        |
| Valderrábano                   | 47               | 28,81      | 2                | 34190   | 34473        |
| La Vid de Ojeda                | 90               | 20,08      | 4                | 34093   | 34485        |
| Villabasta de Valdavia         | 33               | 11,19      | 3                | 34202   | 34475        |
| Villaeles de Valdavia          | 48               | 20,67      | 2                | 34208   | 34475        |
| Villalba de Guardo             | 201              | 33,85      | 6                | 34214   | 34889        |
| Villaluenga de la Vega         | 519              | 26,31      | 20               | 34218   | 34111        |
| Villameriel                    | 105              | 53,16      | 2                | 34222   | 34408        |
| Villanuño de Valdavia          | 93               | 31,04      | 3                | 34228   | 34477        |
| Villaprovedo                   | 46               | 26,42      | 2                | 34229   | 34491        |
| Villarrabé                     | 176              | 80,29      | 2                | 34231   | 34113        |
| Villasila de Valdavia          | 60               | 30,33      | 2                | 34234   | 34475        |
| Villota del Páramo             | 299              | 77,96      | 4                | 34245   | 34112        |
| Comarca Paramos-Valles         | 11.805           | 1.848,79   | 6                | –       | –            |